# Ghuta

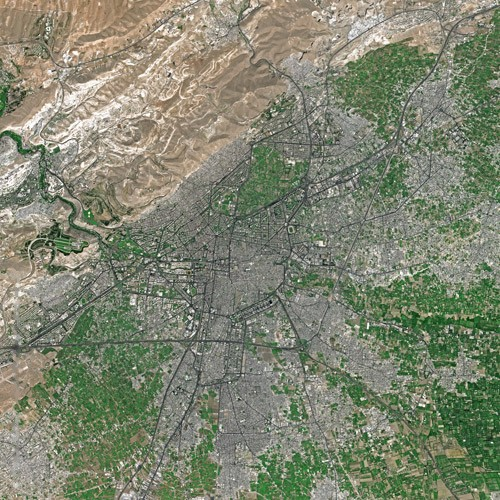
Satellitenaufnahme von Damaskus und Umgebung. Im Norden hebt sich der kahle Dschabal Qāsiyūn von den grünen Feldern der Ebene ab.

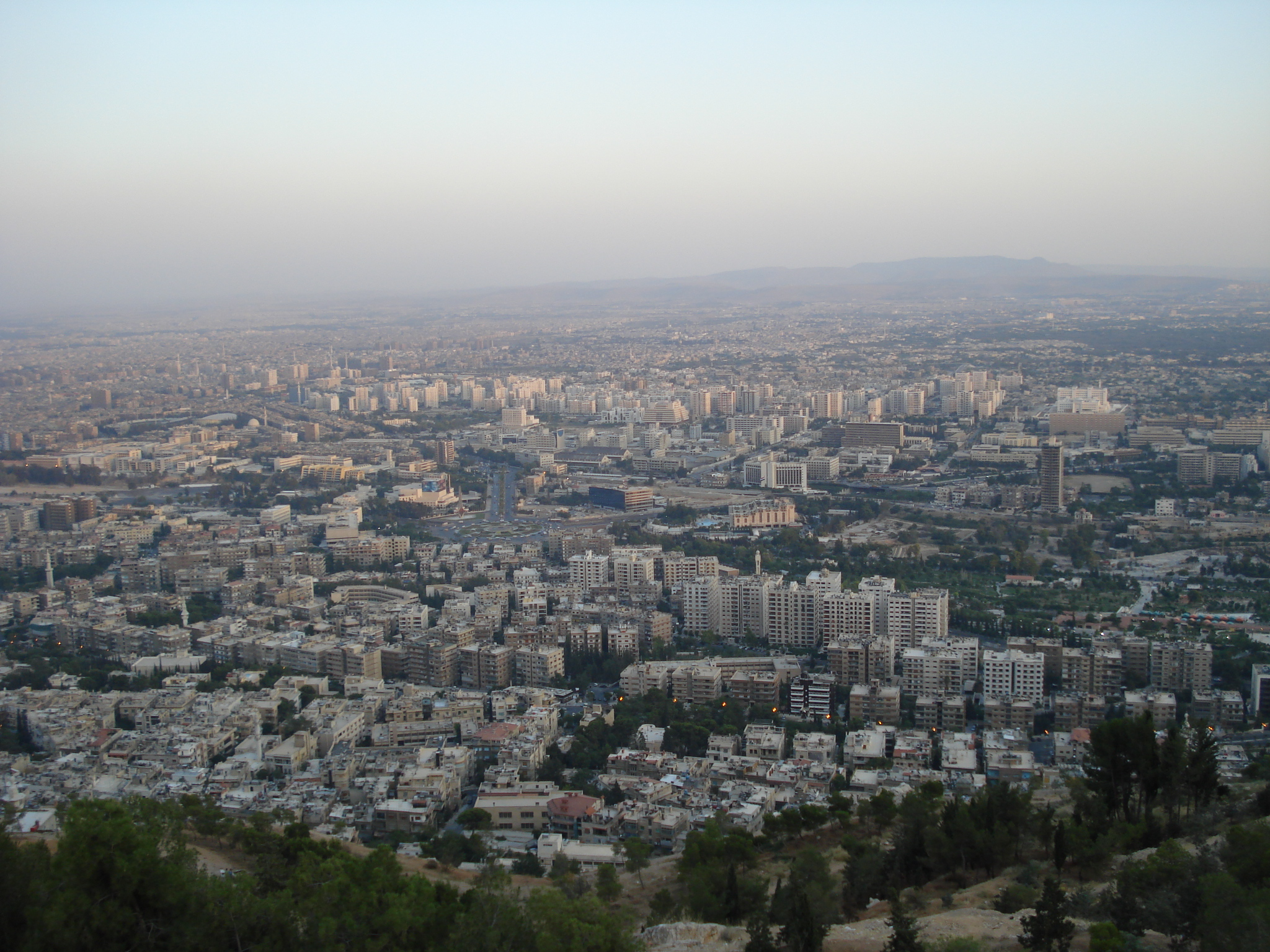
Vom Dschabal Qāsiyūn nach Süden über Damaskus. In der Bildmitte der sternförmige Umayyin-Platz, an dem die Nationalbibliothek und das Verteidigungsministerium liegen.

Ghuta (arabisch غوطة دمشق, DMG Ġūṭat Dimašq ‚Damaskus-Senke‘, auch Ghouta) ist eine der größten Bewässerungsoasen des Nahen Ostens, die sich von der syrischen Hauptstadt Damaskus nach Westen, Süden und nach Osten erstreckt. Im Norden endet sie am Steilabfall des vegetationsarmen Dschabal Qāsiyūn. Die Oase wird im Wesentlichen von den beiden Flüssen Barada und Nahr el-Awadsch gespeist, die zur künstlichen Feldbewässerung und zur städtischen Trinkwasserversorgung dienen.
Die Ghuta mit Baumhainen und Gemüsefeldern gliedert sich ringförmig von ihrem Zentrum zu den Rändern, im Osten geht sie nach einer Merj genannten baumlosen Zone mit Regenfeldbau in die Syrische Wüste über. Durch die sich in den Vororten unkontrolliert ausdehnende Stadt wird die Ghuta immer weiter zurückgedrängt.
In der Bronzezeit dürfte die Ghuta ein kaum besiedeltes Wald- und Sumpfgebiet gewesen sein, von dem Wasser zur Bewässerung in die Randgebiete geleitet wurde, wo vermutlich die landwirtschaftlichen Siedlungen lagen. Diese mussten nach außen durch eine Reihe von Hügelfestungen verteidigt werden. Zu diesen gehörten Tell eṣ-Ṣaliḥiyeh im Osten und die kleinere befestigte Siedlung Deir Khabiye im Süden. Ab der Mitte des 1. Jahrtausends v. Chr. wurde begonnen, durch Bewässerungskanäle das heutige Zentrum der Ghuta zu erschließen. Damaskus entwickelte sich zum Hauptort. Im Mittelalter nutzten Nomaden die nun unbewohnten Randbereiche als Weideland, Mitte des 19. Jahrhunderts wuchsen Siedlungsbereiche und Ackerflächen wieder in den Merj und darüber hinaus.
Im Syrischen Bürgerkrieg ab 2011 war Ost-Ghuta Rückzugsgebiet verschiedener teils radikalislamistischer Milizen. Bis 2018 wurde die Region durch Kämpfe schwer verwüstet und schließlich im April 2018 vollständig von der syrischen Armee eingenommen.

## Syrischer Bürgerkrieg
Der östliche Teil von Ghuta wurde im Laufe des 2011 begonnenen Syrischen Bürgerkriegs bereits früh von der syrischen Armee und regierungstreuen Milizen eingeschlossen und war zur Versorgung zu großen Teilen von Schmuggel abhängig. Schätzungen im Jahr 2017 gingen von 350.000 bis 400.000 in dem betroffenen Gebiet lebenden Zivilisten aus.
Die verbliebenen Milizen in Ost-Ghuta waren nach der De-Eskalationszonen-Vereinbarung Ende 2017 die islamistischen Gruppen Dschaisch al-Islam (islamische Armee), von Saudi-Arabien unterstützt, und die Falaq al-Rahman (Al-Rahman Legion), ursprünglich von Katar und der Türkei gestützt. Beide gelten als islamisch-konservativ. Ebenso wurde das Komitee zur Befreiung der Levante, ein Ableger der Terrororganisation al-Qaida, erwähnt. Ihre Unterstützerstaaten hatten gegen Ende 2017 aufgehört, ihnen Hilfe zu schicken. Die beiden Gruppen verfügten im Februar 2018 über keine Mittel, um die Luftangriffe abzuwehren und waren nach einer Einschätzung im The Guardian vom 22. Februar auch zahlenmäßig zu schwach für eine Bodenoffensive.
Während der Zeit unter den „autoritären, aber keineswegs totalitären“ Milizen waren jedoch auch Wahlen abgehalten worden, wobei die Milizen nicht die Kontrolle über die Lokalräte von Ghuta erringen konnten. Ebenso wurde das syrische Zivilgesetzbuch von 1949 nie aufgehoben, was bedeutete, dass im Gegensatz zur Zeit der Herrschaft der Baath-Partei tatsächlich zivilgesellschaftliche Organisationen gebildet werden konnten. So wurde zu Beginn eine unterirdische, schlussendlich säkulare Schule aufgebaut, dies auch darum, weil der gemeinsame Nenner bei der Religion nicht zu finden war. In Duma entstand ein Frauenzentrum, in welchem Frauen über ihre Rechte informiert wurden. Ebenfalls in Duma entstand eine Bibliothek, in welcher sich mehrheitlich Frauen informieren. Es existierte längere Zeit auch eine säkulare Zeitung.
Im August 2013 wurde im Gebiet von Ghuta der chemische Kampfstoff Sarin eingesetzt.
Im Herbst 2017 wurde Ost-Ghuta von den am Bürgerkrieg beteiligten Staaten Iran, Russland und der Türkei zu einer von vier De-Eskalationszonen erklärt. Zunächst hatte man sich im Mai 2017 auf die Einrichtung der Zonen geeinigt und bis September 2017 in Astana eine abschließende Vereinbarung erreicht, die zunächst für sechs Monate gelten sollte. Die Vereinbarung gilt nicht für religiös-extremistische Gruppen. Die syrische Regierung wie auch die Islamisten waren jedoch am Abkommen nicht beteiligt und es fehlen Umsetzungsmechanismen. Ob die Intensität der Gefechte durch die De-Eskalationszonen-Vereinbarung abnahm, war umstritten. Die NZZ schrieb: „Tatsächlich haben die russische und die syrische Luftwaffe in den Rebellengebieten zu keinem Zeitpunkt zwischen Kombattanten und Zivilisten unterschieden, sondern Letztere stets gezielt in ihre Kriegsführung einbezogen.“
Am 8. Januar 2018 begannen nach einer längeren Phase der Ruhe Mörserangriffe der islamistischen Milizen auf die Altstadt von Damaskus, wobei an diesem Tag  etwa 100 Granaten einschlugen und fünf Menschen starben. Die Angriffe wurden fortgesetzt und führten zu erheblichen Schäden an Gebäuden und weiteren Toten.
Im Februar 2018 begann eine Großoffensive und in der ersten Februarwoche allein wurden von Aktivisten 169 Tote durch Luftangriffe und Artillerieangriffe auf Ost-Ghuta gemeldet. Ab 19. Februar 2018 flogen russische und syrische Kampfflugzeuge die bis dato heftigsten Luftangriffe auf Ost-Ghuta. Der humanitäre Koordinator der Uno für Syrien, Panos Moumtzis, sprach von hunderten getöteten Zivilisten in den letzten Wochen. Durch den Beschuss von Wohnbezirken der benachbarten Hauptstadt Damaskus aus Ost-Ghuta mit Raketen und aus Mörsern starben am 20. Februar 2018 fünfzehn Zivilisten, zwanzig wurden verletzt.
Die Unicef veröffentlichte eine leere Stellungnahme und teilte am 20. Februar mit, „man habe keine Worte mehr, um das Leid der Kinder und die eigene Empörung zu umschreiben“. UNO-Generalsekretär António Guterres nannte die Vorgänge in Ghuta im Februar 2018 „Hölle auf Erden“. Eine Resolution des Sicherheitsrates, forderte am 24. Februar 2018 eine 30 Tage dauernde Waffenruhe mit sofortiger Wirkung für Ost-Ghuta. Die Terrororganisationen Islamischer Staat (IS) sowie die Al-Nusra-Front waren ausgeschlossen. Zwangsmaßnahmen zur Durchsetzung wurden nicht vereinbart.
Es stand für die russische Regierung wie für die syrische nach Einschätzungen vom Februar 2018 ohne Zweifel fest, es bei der „Islamischen Armee“ mit „Terroristen“ zu tun haben, die von der Waffenruhe ausgeschlossen seien. Von sich aus schlug Russland eine tägliche Waffenruhe von fünf Stunden vor.
Der Landesdirektor des Welternährungsprogramms Jakob Kern hingegen schätzte Anfang März 2018, dass eine wirkliche Versorgung von Ghouta eine Waffenruhe von einem Monat voraussetzen würde. Jede Waffenruhe unter 48 Stunden sei für humanitäre Hilfe aufgrund der Komplexität von Frontlinienquerungen ohnehin wertlos.
Am 4. März 2018 hatten die Streitkräfte der Regierung nach Schätzungen etwa 25 % des Kessels unter ihre Kontrolle gebracht. Ein Kommandeur der syrischen Armee schätzte nach Presseangaben, dass man nur noch wenige Kilometer überwinden müsse, um den verbliebenen Teil des Kessels von Ost-Ghuta in zwei Teile aufzuspalten. Aus einem Hilfskonvoi mit 46 LKW-Ladungen voller Versorgungsgüter für Ost-Ghuta wurde unterdessen nach Angaben der Weltgesundheitsorganisation (WHO) von syrischen Behörden der überwiegende Teil des medizinischen Materials entfernt. Mittel zur Wundversorgung, Operationsbesteck, Insulin und Dialysegerät wurden dabei beschlagnahmt, die die WHO für die Eingeschlossenen vorgesehen hatte.
Am 10. März meldete das syrische Staatsfernsehen den Abzug von Kämpfern und deren Familien aus Ost-Ghuta. Die Islamistenmiliz Dschaisch al-Islam gab außerdem an, dass eine erste Gruppe von Dschihadisten der al-Qaeda-nahen Tahrir al-Scham in die Provinz Idlib evakuiert werden solle. Im Zeitraum Ende Februar bis Mitte März 2018 sind während der Offensive nach kaum nachprüfbaren Angaben der Syrische Beobachtungsstelle für Menschenrechte (SOHR) rund 1200 Zivilisten ums Leben gekommen. Die vorrückenden Truppen sollen wieder Chlor- oder ein anderes Giftgas eingesetzt haben – eine Untersuchung, die auch für die von Frankreich angedrohten Konsequenzen nötig wäre, war auf kurze Sicht nicht abzusehen. Das russische Verteidigungsministerium beschuldigte die Aufständischen, einen Konvoi mit 300 Familien beschossen haben. In der Vergangenheit kam es zu mehreren Vorfällen, bei denen Rebellen auf Zivilisten, die vor ihnen fliehen wollten, schossen.
Die Stadtteile Jobar, Ein Tamar und Zamalka waren nach dem Abflauen der Kämpfe im Frühjahr 2018 am schwersten zerstört. So schätzten die Vereinten Nationen Ende März 2018 auf Basis der Auswertung von Luftaufnahmen vom Dezember 2017, dass allein in Jobar, das Damaskus am nächsten liegt, 93 % der Gebäude durch die Kämpfe zerstört oder beschädigt wurden. In Ein Tamar waren es 71 % und in Zamalka 59 % der Gebäude. Aus diesen Stadtteilen waren fast zwei Drittel der Vorkriegsbevölkerung geflohen.
Am 26. März hatten bereits 115.000 Menschen Ost-Ghuta verlassen. Lediglich die Islamisten der Gruppe Dschaisch al-Islam befanden sich weiterhin in Duma, im Nord-Osten Ghutas und weigerten sich aufzugeben. Neben ihnen werden von den Vereinten Nationen noch etwa 70.000 Zivilisten in Duma vermutet.
Am 1. April meldeten SOHR-Aktivisten, dass nun auch die Kämpfer von Dschaisch al-Islam einer Evakuierung nach Nordsyrien zugestimmt hätten. Syrische Staatsmedien bestätigten die Meldung später und kündigten an, man wolle die Kämpfer nach Dscharābulus bringen.
Zehn Tage nach dem Ende der Luftangriffe kam es wieder zu Luftschlägen gegen Ziele in Duma. Offenbar hatten sich einige Kämpfer der Islamistengruppe entschieden, nicht abzuziehen. Am 7. April 2018 soll es nach unbestätigten Meldungen einen Chemiewaffenangriff auf den Ortsteil Duma gegeben haben. Am 12. April gaben russische Stellen schließlich bekannt, dass Duma unter der Kontrolle der Regierung stünde. Die letzten 1500 islamistischen Kämpfer waren demnach abtransportiert worden.
Die Offensive der syrischen Armee endete schließlich am 14. April mit der Einnahme der gesamten Region durch die syrische Armee.
Durch die Vertreibung der Islamisten aus Ghuta im April 2018 endeten die Angriffe auf die Altstadt von Damaskus. Nach den Worten des syrisch-orthodoxen Patriarchen Ignatius Ephräm II. Karim bedeutet dies eine entscheidende Verbesserung der Situation für die Menschen in Damaskus einschließlich der dort lebenden Christen.